# Le bruit des moteurs
Le bruit des moteurs (internationaler Titel: The Noise of Engines) ist ein kanadischer Spielfilm von Philippe Grégoire aus dem Jahr 2021.

## Inhalt
Alexandre bildet Mitarbeiter des kanadischen Zolls an der Waffe aus. Wegen zwanghaften Sexualverhaltens wird er für zwei Wochen vom Dienst suspendiert und fährt in seinen Heimatort Napierville zurück. Dort hilft er beim Familienunternehmen, einer Motorsportrennstrecke. Er lernt Aðalbjörg kennen, die mit ihrem getunten Sportwagen extra aus Island gekommen ist, um hier zu fahren. Die beiden streifen gemeinsam durch die Gegend und Alexandre zeigt ihr das ehemalige Baseball-Feld, das heute ein Parkplatz für LKWs ist, und eine kleine Fabrik mitten in einem Wohngebiet, die Naphthalin zu Mottenkugeln verarbeitet.
Die örtliche Polizei ermittelt indessen die Hintergründe von im Dorf kursierenden pornographischen Zeichnungen und bedrängt Alexandre, sich als deren Verursacher zu ergeben. Nachdem Alexandre zwar eine Verbindung zu der Angelegenheit abstreitet, sich ansonsten jedoch passiv verhält, beginnen die Ermittler, Gewalt anzuwenden. Mit verbrannten Händen und blutendem Kopf wird er aus seinem Heimatort verjagt.
Alexandre reist nach Island. Ziellos wandert er durch die entvölkerte Landschaft und trifft schließlich auf eine Motorsportrennstrecke. Er hält sich die Augen zu und hört den Lärm der Motoren.

## Herstellung und Veröffentlichung
Le bruit des moteurs wurde mehrfach als Autofiktion bezeichnet. Regisseur Philippe Grégoire wählte als Ort der Handlung sein Heimatdorf Napierville, etwa 35 Kilometer von Montreal entfernt in der Nähe der Grenze zu den USA. Dort hatte er bereits mehrere Kurzfilme gedreht. Diese Gegend sei weder völlig urban, noch völlig ländlich, eine Art „Niemandsland“, wie Grégoire es bezeichnet. Wie sein Protagonist Alexandre hat auch Grégoire früher beim Zoll gearbeitet, einem der wichtigsten Arbeitgeber vor Ort. In einem Kommentar zum Film schreibt der Regisseur, dass er schließlich merkte, einer der wenigen zu sein, die ihre Filme außerhalb der großen Städte inszenieren. Während der Arbeit an Le bruit des moteurs war er sich deshalb der Verantwortung bewusst, diese filmisch kaum erschlossene Gegend passend zu würdigen.
Hergestellt wurde Le bruit des moteurs von der Produktionsfirma g11c und mit Fördergeldern unter anderem von Téléfilm Canada, der kanadischen Regierung und regionalen Förderprogrammen des Québec für ein Budget von unter 250 000 Kanadischen Dollars (ca. 190 000 Euro). Gedreht wurde zwischen Herbst 2018 und Frühling 2019 in der Gegend um Napierville und auf Island. Nach der Welturaufführung am 19. September 2021 auf dem 69. Internationalen Filmfestival von San Sebastián unter dem spanischen Titel El ruido de los motores startete der Film am 25. Februar 2022 regulär in den kanadischen Kinos.

## Auszeichnungen

### Preise
- Festival du Nouveau Cinéma (Kanada) 2021 – Prix de la diffusion Québecor[8]

- Festival International du Film de La Roche-sur-Yon (Frankreich) 2021 – Spezialpreis der internationalen Jury[8]

- Los Cabos International Film Festival (Mexiko) 2021 – Premio Competencia Los Cabos[8]

- Vues du Québec (Frankreich) 2022 – Publikumspreis[6]

- Made Here Film Festival (USA) 2022 – Penny-Cluse-Preis für den besten Spielfilm[6]

- Mammoth Lakes Film Festival (USA) 2022 – lobende Erwähnung für die beste Kamera[9]

### Nominierungen
- Prix Écrans canadiens 2022[10]
  1. Beste Regie: Philippe Grégoire
  2. Beste weibliche Nebenrolle: Tanja Björk
  3. John-Dunning-Preis für das beste Spielfilm-Debüt: Philippe Grégoire
- Gala Québec cinéma[11]
  1. Prix Iris 2022
  2. Bester männlicher Schauspieler – erste Rolle – Robert Naylor
- Raindance Film Festival 2021 – Bestes Drehbuch: Philippe Grégoire[12]
- Canadian Film Fest –  ReTake Furniture Rental Best Set Design[13]
- RiverRun International Film Festival – Special Jury award for creative vision[14]

## Kritik
Alexandre Fontaine Rousseau vom kanadischen Filmmagazin 24 images sieht Le bruit des moteurs als persönliche archäologische Aufgabe Grégoires, mit der dieser seinen schwer fassbaren Heimatort zu definieren versucht: „Wie sein Protagonist, der im Keller seines Hauses [...] wühlt, scheint der Filmemacher einen Anker in der Vergangenheit finden zu wollen, der ihm erlaubt, in der Gegenwart zu existieren. So sind auch die Anspielungen des Films auf André Forcier zu lesen: als Wunsch nach Kontinuität, die Vermächtnis und Fluch zugleich wäre.“ Rousseau bilanziert: „Trotz all seiner erzählerischen und formalen Exzentrizitäten, die er vielleicht ein wenig zu stolz pflegt, [...] überrascht [der Film] durch seine Mischung aus Kühnheit und Meisterschaft. Als ersten Film könnte man sich kaum vielversprechenderes vorstellen als dieses lustige kleine Objekt voller Menschlichkeit.“
Sarah-Louise Pelletier-Morin von Panorama-cinéma beschreibt die zentrale Frage des Films so: „Was tut man, wenn einem eine Identität zugeschrieben wird, [...] in der man sich nicht wiederkennt...?“ Sowohl auf der Bild- als auch auf der Tonebene inszeniere Grégoire die Fremdheit seines Protagonisten in der eigenen Heimat. „Die Figur der Aðalbjörg hat vor allem eine Spiegelfunktion“, indem sie „Alexander sein eigenes Bild zurückwirft, wie ein Doppelgänger, mit dem er dialogisiert.“ Während Alexandre in seinem Äußeren ohne besondere Merkmale ausgestattet sei, werde bei Aðalbjörg der fremde Charakter unterstrichen, „insbesondere durch ihren starken Akzent, ihre blonden Haare, fast weiß, zu Zöpfen gebunden und ihre schwarze Jacke mit orangenen Streifen“. Vor ihr, der Fremden, glaube Alexandre noch als einfacher Dorfjunge durchgehen zu können, der einfach nur auf der Rennstrecke arbeitet, ohne sich für sein Anderssein erklären zu müssen. Nach der Vertreibung aus der Heimat ende der Film auf Island offen und führe „zu einer abschließenden Reflexion über das Verhältnis zum Anderssein: Ist das Fremdsein nicht letztlich nur eine Frage der Perspektive? Wie dazugehören, wenn nicht nur zu sich selbst?“
Hugo Prévost von Pieuvre sieht in dem Film sowohl „eine faszinierende Stilübung als auch eine Art hybride Hommage an Titane und Duell.“ Im traditionellen Sinne des Wortes sei „Le bruit des moteurs kein perfekter Film: seltsam, manchmal unübersichtlich, ohne wirkliche Schlussfolgerung, dem Werk ist manchmal schwer zu folgen. Aber abseits der ausgetretenen Pfade stellt man auch fest, dass der Spielfilm gewagt, rebellisch und phantasievoll ist.“
Neben Einflüssen des Quebecer Filmemachers André Forcier, der in Le bruit des moteurs erwähnt wird, erkennen Rezensenten weitere Parallelen, um den Film künstlerisch zu verorten. Solenne d'Arnoux de Fleury bezeichnet im Online-Filmmagazin Le Petit Septième bereits die Eingangssequenz als „völlig absurdes phantasmagorisches Spektakel“ und fühlt sich an Quentin Dupieux erinnert. Charles-Henri Ramond schreibt in Films du Québec: „Der tragikomische Ton und das surreale Universum bringen uns den Werken von Denis Côté, Stéphane Lafleur, Ian Lagarde und einigen anderen Filmemachern näher, die ebenfalls die Durchlässigkeit der Grenze zwischen Realismus und Fantasie ausgelotet haben.“ Orian Dorais spannt den Bogen im Filmmagazin Ciné-Bulles noch weiter: „Seit den 1970er Jahren zeichnet sich eine wichtige Ader des Independent-Kinos in Québec durch den Wunsch aus, inspirierte Geschichten mit einem surrealen Ton zu erzählen. Sie zeigen farbenfrohe Charaktere, unglaubwürdige Wendungen und burleske Szenen in einer ländlichen Umgebung oder Arbeitergegend. Autoren wie André Forcier, Robert Morin oder in geringerem Maße Pierre Falardeau – mit Le Party (1989) – gehören zu den herausragenden Figuren dieses Teils unserer Kinematografie, ebenso wie einige zeitgenössische Regisseure wie Denis Côté, Stéphane Lafleur, Jean-Marc E. Roy und Sophie Bédard-Marcotte. Im Rahmen der 50. Ausgabe des FNC hatten wir das Vergnügen, ein neues Talent zu entdecken, das diesem erlesenen Club beitreten könnte.“